# Condado de Washington (Flórida)
O condado de Washington (em inglês:  Washington County) é um dos 67 condados do estado americano da Flórida. A sede e cidade mais populosa do condado é Chipley. Foi fundado em 9 de dezembro de 1825.

## Geografia
De acordo com o United States Census Bureau, o condado possui uma área de 1 595 km², dos quais 1 509 km² estão cobertos por terra e 86 km² por água.

## Demografia
Segundo o censo nacional de 2010, o condado possui uma população de 24 896 habitantes e uma densidade populacional de 16 hab/km². Possui 10 796 residências, que resulta em uma densidade de 7 residências/km².
Das cinco localidades incorporadas no condado, Chipley é a mais populosa e a mais densamente povoada, com 3 605 habitantes e densidade populacional de 333 hab/km², enquanto Ebro é a menos populosa, com 270 habitantes. De 2000 para 2010, a população de Caryville cresceu 88% e a de Vernon reduziu em 7,5%. Apenas uma localidade possui população superior a mil habitantes.